# Ditch Witch
Ditch Witch (рус. Дитч Витч) — американская компания по выпуску землеройных машин и оборудования для бестраншейной и открытой прокладки коммуникаций производства «The Charles Machine Works, Inc». Штаб-квартира находится в Перри, штат Оклахома.

## История
Компания ведёт историю со слесарной мастерской, созданной Чарльзом Фредериком Малзаном в городке Перри в 1902 году. Мастерская, называвшаяся «Charlie’s Machine Shop», занималась ремонтом оборудования нефтяной промышленности. В 1949 году сын Чарльза, Эдвард Малзан переименовывает мастерскую в Charles Machine Works. В том же году Эдвардом был разработан прототип траншеекопателя.
В настоящее время под торговой маркой Ditch Witch выпускаются: траншеекопатели, вакуумные экскаваторы, системы слежения и локации, буровое оборудование и мини-техника.

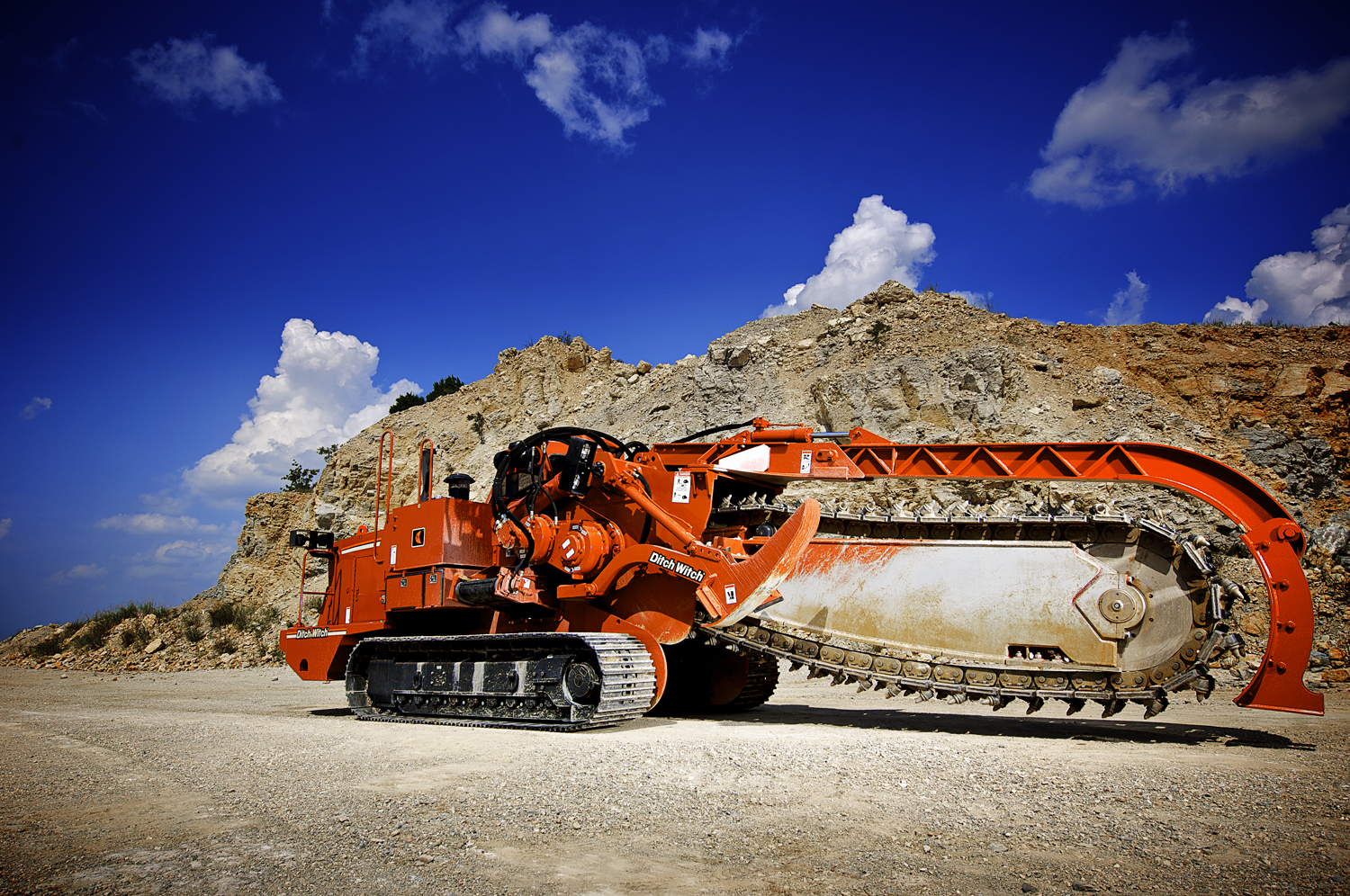
Одна из землеройных машин, выпускаемых компанией

## Структура
Производственные площади составляют порядка 12 га. Штат компании — около 2500 работников.

## Награды
- Компактный траншеекопатель Ditch Witch был дважды включен в «100 лучших мировых продуктов, произведенных в Америке».[1] (журнал «Fortune»[2])